# Districts d'Autriche
 (mars 2023).
Si vous disposez d'ouvrages ou d'articles de référence ou si vous connaissez des sites web de qualité traitant du thème abordé ici, merci de compléter l'article en donnant les références utiles à sa vérifiabilité et en les liant à la section « Notes et références ».
L’Autriche est divisée en 79 districts politiques (en allemand, politische Bezirke), ainsi que 15 villes statutaires (Statutarstädte) aussi appelée villes à statut propre (Städte mit eigenem Statut) qui forment leurs propres districts (souvent enclavé dans un des autres districts).

Plan de l'Autriche avec ses 79 districts. En sombre, les 15 villes à statut propre.

## Fonction administrative
Le district (Bezirk) politique autrichien est équivalent au Landkreis en Allemagne. Le district regroupe un ensemble de communes, dans une subdivision de second niveau au sein de chaque État (Land) dans la république fédérale autrichienne.
Les responsables au niveau du district ne sont pas élus mais nommés par le gouvernement du Land. Le bureau administratif d’un district (Bezirkshauptmannschaft) est dirigé par un(e) chef de district (Bezirkshauptmann / Bezirkshauptfrau). Il est chargé d’appliquer tous les règlements administratifs du Land et de l'État fédéral. Il réfère au président du Land (Landeshauptmann / Landeshauptfrau) pour ce qui touche au fédéral, et au gouvernement du Land (Landesregierung) pour les sujets concernant le Land.
En Autriche, il y a aussi des villes indépendantes appelées Statutarstädte (villes statutaires) ou Städte mit eigenem Statut (villes à statut propre) ; ces districts urbains gèrent au sein de la même collectivité les tâches d’un district normal et celles de la seule commune qui compose le district (séparément du district plus rural dans lesquelles ils sont souvent enclavés et à qui la ville a souvent donné son nom).
Une de ces villes à statut propre (la capitale fédérale Vienne) est elle-même subdivisée en 23 districts communaux (Gemeindebezirke), comparables à des arrondissements communaux et non politiques car ils ne fédèrent aucune collectivité locale : ces districts communaux (ou arrondissements) sont dirigés par des juges, élus au sein de la commune mais aux compétences limitées, uniquement exécutives et non réglementaires.
Un des districts les plus grands (celui de Liezen) comporte aussi un arrondissement annexe (Expositur), regroupant des communes rurales éloignées de la ville principale du district; cet arrondissement annexe est destiné à faciliter l'administration locale et l'accès à certains services du district.

## Liste des districts politiques et villes statutaires de chaque État autrichien

### État deBasse-Autriche(Niederösterreich)
Districts (Bezirke) politiques
- Amstetten
- Baden
- Bruck an der Leitha (Bruck-sur-la-Leitha)
- Gänserndorf
- Gmünd
- Hollabrunn
- Horn
- Korneuburg
- Krems (Siège administratif → Krems an der Donau)
- Lilienfeld
- Melk
- Mistelbach
- Mödling
- Neunkirchen
- St. Pölten (Pays de Saint-Pölten; siège administratif → St. Pölten)
- Scheibbs
- Tulln (Siège administratif → Tulln an der Donau)
- Waidhofen an der Thaya (Waidhofen-sur-la-Thaya)
- Wiener Neustadt (Pays de Neustadt-Viennoise; siège administratif → Wiener Neustadt)
- Zwettl (Siège administratif → Zwettl-Niederösterreich)

Villes statutaires (Statutarstädte) ou villes à statut propre (Städte mit eigenem Statut)
- Krems an der Donau (Krems-sur-le-Danube)
- St. Pölten (Saint-Pölten)
- Waidhofen an der Ybbs (Waidhofen-sur-l’Ybbs)
- Wiener Neustadt (Neustadt-Viennoise)

### État duBurgenland
Districts (Bezirke) politiques
- Eisenstadt-Umgebung (Environs d'Eisenstadt; siège administratif → Eisenstadt)
- Güssing
- Jennersdorf
- Mattersburg
- Neusiedl am See (Neusiedl-sur-le-Lac)
- Oberpullendorf
- Oberwart

Villes statutaires (Statutarstädte) ou villes à statut propre (Städte mit eigenem Statut)
- Eisenstadt
- Rust

### État de la Carinthie (Kärnten)
Districts (Bezirke) politiques
- Feldkirchen (Siège administratif → Feldkirchen in Kärnten)
- Hermagor ou Šmohor en slovène (Siège administratif → Hermagor-Pressegger See)
- Klagenfurt-Land (Pays de Klagenfurt; siège administratif → Klagenfurt am Wörthersee)
- St. Veit an der Glan ou Št. Vid en slovène (Saint-Veit-sur-le-Glan)
- Spittal an der Drau (Spittal-sur-la-Drau)
- Villach-Land (Pays de Villach; siège administratif → Villach)
- Völkermarkt ou Velikovec en slovène
- Wolfsberg

Villes statutaires (Statutarstädte) ou villes à statut propre (Städte mit eigenem Statut)
- Klagenfurt am Wörthersee ou Celovec en slovène
- Villach ou Beljak en slovène

### État deHaute-Autriche(Oberösterreich)
Districts (Bezirke) politiques
- Braunau (Siège administratif → Braunau am Inn)
- Eferding (communauté administrative → Grieskirchen)
- Freistadt
- Gmunden
- Grieskirchen
- Kirchdorf (Siège administratif → Kirchdorf an der Krems)
- Linz-Land (Pays de Linz; siège administratif → Linz)
- Perg
- Ried (Siège administratif → Ried im Innkreis)
- Rohrbach (Siège administratif → Rohrbach-Berg)
- Schärding
- Steyr-Land (Pays de Steyr; siège administratif → Steyr)
- Urfahr-Umgebung (Environs d‘Urfahr; siège administratif → Linz)
- Vöcklabruck
- Wels-Land (Pays de Wels; siège administratif → Wels)

Villes statutaires (Statutarstädte) ou villes à statut propre (Städte mit eigenem Statut)
- Linz
- Steyr
- Wels

### État deSalzbourg(Salzburg)
Districts (Bezirke) politiques
- Hallein ou Tennengau
- Salzbourg-Umgebung (Environs de Salzbourg; siège administratif → Seekirchen am Wallersee), ou Flachgau
- St. Johann im Pongau (Saint-Jean-du-Pongau), ou Pongau
- Tamsweg, ou Lungau
- Zell am See (Zell-sur-le-Lac), ou Pinzgau

Ville statutaire (Statutarstadt) ou ville à statut propre (Stadt mit eigenem Statut)
- Salzbourg

### État deStyrie(Steiermark)
Districts (Bezirke) politiques
- Bruck-Mürzzuschlag (Siège administratif → Bruck an der Mur)
- Deutschlandsberg
- Graz-Umgebung (Environs de Graz; siège administratif → Graz)
- Hartberg-Fürstenfeld (Siège administratif → Hartberg)
- Leibnitz
- Leoben
- Liezen (inclut le dependance de Gröbming)
- Murau
- Murtal (Siège administratif → Judenburg)
- Südoststeiermark (Siège administratif → Feldbach)
- Voitsberg
- Weiz

Ville statutaire (Statutarstadt) ou ville à statut propre (Stadt mit eigenem Statut)
- Graz

### État duTyrol(Tirol)
Districts (Bezirke) politiques
- Imst
- Innsbruck-Land (Pays d’Innsbruck; siège administratif → Innsbruck)
- Kitzbühel
- Kufstein
- Landeck
- Lienz
- Reutte
- Schwaz

Ville statutaire (Statutarstadt) ou ville à statut propre (Stadt mit eigenem Statut)
- Innsbruck

### État deVienne(Wien)
Ville statutaire (Statutarstadt) ou ville à statut propre (Stadt mit eigenem Statut)
- Vienne
La ville, qui est à la fois un État (Land) et une ville statutaire (Statutarstadt), ainsi que le siège de la capitale fédérale, est aussi subdivisée en districts (Bezirke) mais qui ont une fonction différente des autres districts (politiques). Bezirk se traduira donc plutôt alors en termes d’arrondissement (voir Arrondissements de Vienne).

### État duVorarlberg
Districts (Bezirke) politiques
- Bludenz
- Bregenz (Brégence)
- Dornbirn
- Feldkirch